# I am Error
"I am Error"はファミリーコンピュータのテレビゲーム『リンクの冒険』の英語版Zelda II: The Adventure of Linkの台詞である。これは町民の台詞で、元の日本語版の台詞は「オレノナハ エラー ダ...」である。
「エラー」という奇妙な名前はプログラマのジョークと考えられている。ゲーム中には似たような外見をした「バグ」という名前のキャラクターが登場する。コンピュータ用語ではソフトウェアの欠陥を「バグ」（英: bug）と呼ぶ。つまり、「エラー」と「バグ」が対のジョークになっていると推定できる。英語版では「エラー」は"Error"と訳され、英語版でも意味が通るようになっている。しかし、「バグ」は"Bug"ではなく"Bagu"と訳され、意味が通らなくなった。そのため、英語版のゲームを遊んだ多くの人がこの冗談を理解できず、"I am Error"を誤訳や誤植、本当のエラーメッセージと勘違いした。
この台詞はファミリーコンピュータにまつわるフォークロアとなり、2000年ごろに初期のインターネット・ミームとなった。『スーパーペーパーマリオ』や『The Binding of Isaac』、『覆面闘士』などのコンピュータゲームでもこの台詞を元にした要素がある。

## 台詞の出自
『リンクの冒険』はゼルダの伝説シリーズの第2作であり、日本では1987年1月14日に発売され、海外では1988年後半に発売された。プレーヤーは「リンク」というキャラクターを操作し、舞台であるハイラルを冒険してゼルダ姫の救出を目指す。ゲームの始めの頃で、リンクは「ルト」という町に到着する。ルトの町ではある家屋に入ることができる。そこには紫色の服を着た髭面の男が住んでおり、"I AM ERROR"と発言する。
英語版のゲームを遊んでいた人たちはこの台詞に困惑し、その多くが誤訳やゲームの欠陥と勘違いした。しかし、この台詞は元の日本語版の「オレノナハ エラー ダ...」を正しく英訳したものだった。最初に来たときは「エラー」はそれ以外に何も発言しない。しかし、プレーヤーがミドの町に進むと、ミドの町にいる男がリンクに、ルトの町の「エラー」から話を聞くように助言する。それから「エラー」の元に戻ると、「エラー」は3番目のダンジョンへ入るための方法に関する手掛かりを教えてくれる。
「エラー」というキャラクターの由来については開発した任天堂からの公式の説明が無いが、プレーヤーの間ではプログラマのジョークと考えられている。ゲームには「エラー」だけでなく「バグ」というキャラクターも登場する。「バグ」はルトの町の南にある森の中に隠された家に住んでいる。「エラー」と「バグ」は姿が似ているが、「エラー」は紫色の服を着ており、「バグ」は赤色の服を着ているという違いがある。そのため、開発者が一方に「エラー」、他方に「バグ」という名前を付けて、ユーモラスな関係性を持たせたと推測されている。このゲームを日本語から英語に翻訳したときに、「エラー」は正しく"Error"と訳されたが、「バグ」は"Bug"とは訳されなかった。イギリスのOfficial Nintendo Magazineには、「バグ」を"Bagu"と訳したのは誤りで、"Bug"と訳すべきだったと書かれている。
コンピュータゲーム『MOTHER3』のファンコミュニティでゲームの英訳（en:Mother 3 fan translationを参照）を主導したことで知られるクライド・マンデリン（英: Clyde Mandelin）は、"I am Error"という台詞はしばしば誤訳と誤解されており「ファミリーコンピュータ初期のゲームで最大級の誤訳」と勘違いされることさえあると記している。他にも、「エラー」にまつわる誤解として、"Error"は誤植であり"Errol"が正しいというものもあるが、日本語版のテキストから、この推察は誤りであることが分かる。この台詞がしばしば誤訳や誤植と考えられたのは、1980年代から1990年代に発売された初期のテレビゲームの多くで、誤訳や拙い英語（いわゆるEngrish）が多く見られたためと考えられる。ゼルダの伝説シリーズの最初の作品『ゼルダの伝説』もその例に含まれる。特に有名な例が1989年のコンピュータゲーム『ゼロウィング』の"All your base are belong to us"である。 

## 影響
2000年ごろ、"I am Error"は初期のインターネット・ミームとなった。イメージ・マクロ（画像にユーモラスなテキストを付加したもの）を扱うウェブサイトI Can Has Cheezburger?の創始者であるBen Huhによると、インターネット・ミームとしての"I am Error"は"All your base are belong to us"の流行に触発されたものであるという。"All your base"がジョークとして流行したことで、古いゲームのおかしな英文がインターネット・ミームとなっていった。その例にファミリーコンピュータのゲーム『プロレス』の"A Winner is You"がある。"All your base"のジョークは1998年に出現し、2000年から2001年に急激に人気になったと考えられている。このことから、"I am Error"がインターネット・ミームと化したのもこの頃の年代に遡ると推測される。
「エラー」は元のゲームでは端役のノンプレイヤーキャラクターに過ぎないが、ファミリーコンピュータにまつわるフォークロアとなっており、いくつかのウェブメディアで言及されている。例えば、VideoGamerのエミリー・ゲーラ（英: Emily Gera）は、「ゲームで最も奇妙なキャラクターの名前」の一つに「エラー」を挙げており、「エラー」はマイナーキャラクターの中で最も知名度のあるものの一つかもしれないと述べている。GamesRadar+では、最も繰り返し引用されたゲームのテキスト40選の中にこの台詞を入れている。GameSpotでは、コンピュータゲームでの拙い翻訳について論じる記事でこの台詞を引用しており、この台詞を奇異な翻訳と誤って解釈している。IGNでは、最悪なゲームのテキストのランキングの2位にこの台詞を挙げた。記事の編集者は冗談で、「エラー」の謎はサスカッチやネス湖の怪物に並ぶと述べている。ジ・エスケイピストのブレット・ステベル（英: Brett Staebell）は、「エラー」をゲームユーモア学の草分けと述べ、記事のサブタイトルにこの台詞を引用している。Nintendo Lifeの『ドラキュラII 呪いの封印』のレビューでは、このゲームには"I AM ERROR"風のテキストが含まれていると記されており、ゲームにある意味の通らない訳が「エラー」と結び付けて論じられている。
おおよそ2012年から2015年の間、任天堂のイギリスの公式ウェブサイトの404エラー用のページでは、「エラー」の画像とともに"I AM ERROR"というテキストが掲載されていた。また、2014年のElectronic Entertainment Expoでは、任天堂のツリーハウスでの『大乱闘スマッシュブラザーズ for Wii U』のプレゼンテーションの際に、技術的なトラブルが発生して"I am Error"のシーンに基づいたエラー表示が放映された。
また、2015年にマサチューセッツ工科大学出版局で出版されたファミリーコンピュータの研究に関する書籍に"I Am Error"という題名が付いている。

### 他のコンピュータゲームでの言及
2007年のテレビゲーム『スーパーペーパーマリオ』では、「ズンババ」という名前の竜の形をしたロボットがボスキャラクターとして登場する。ズンババはある時点で狂わされて支離滅裂な台詞を発するが、英語版ではその中に"I AM ERROR. PRESS ANY KEY TO RESTART"というものが含まれる。2013年のコンピュータゲーム『覆面闘士』では、達成要素の1つに"I AM ERROR"というものがある。2013年のコンピュータゲーム『Zeno Clash II』の達成要素にも同じ名前のものがある。「エラー」の台詞は2010年のコンピュータゲーム『スーパーカセキホリダー』の英語版にも登場する。ゲームデザイナーのエドモンド・マクミランは自身が制作したコンピュータゲーム『Time Fcuk』『The Binding of Isaac』にこの台詞を元とした要素を入れている。2017年のコンピュータゲーム『スプラトゥーン2』の英語版では、レトロゲーム派とモダンゲーム派の争い（フェス）で、レトロ派だったヒメというキャラクターが敗北した際に"I AM ERROR"と発言した。2004年9月に、ある人物が元の『リンクの冒険』を改造したデータを公開した。『Zelda II: The Adventure of Error』と題しており、「エラー」が冒険に出る。